# Cálculo lambda

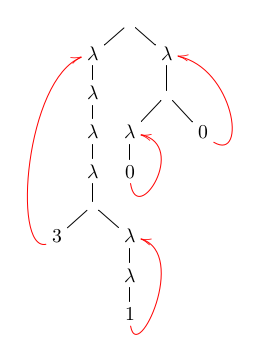
Términos enlazados con funciones de recursión.

En lógica matemática, el cálculo lambda es un sistema formal diseñado para investigar la definición de función, la noción de aplicación de funciones y la recursión. Fue introducido por Alonzo Church y Stephen Kleene en la década de 1930 como parte de sus investigaciones sobre los fundamentos de las matemáticas. Church usó el cálculo lambda en 1936 para resolver el Entscheidungsproblem. Puede ser usado para definir de manera limpia y precisa qué es una "función computable".
El interrogante de si dos expresiones del cálculo lambda son equivalentes no puede ser resuelto por un algoritmo general. Esta fue la primera pregunta, incluso antes que el problema de la parada, cuya indecidibilidad fue probada. El cálculo lambda tiene una gran influencia sobre los lenguajes funcionales, como Lisp, ML y Haskell.
Se puede considerar al cálculo lambda como uno de los lenguajes universales de programación más minimalistas. Consiste en una regla de transformación simple (sustitución de variables) y un esquema simple para definir funciones.
El cálculo lambda es universal porque cualquier función computable puede ser expresada y evaluada a través de él. Por lo tanto, es equivalente a las máquinas de Turing. Sin embargo, el cálculo lambda no hace énfasis en el uso de reglas de transformación y no considera las máquinas reales que pueden implementarlo. Se trata de una propuesta más cercana al software que al hardware.
Este artículo se enfocará sobre el cálculo lambda sin tipos, como fue diseñado originalmente por Church. Desde entonces, algunos cálculo lambda tipados fueron creados.

## Historia
Originalmente, Church había tratado de construir un sistema formal completo para modelizar la matemática; pero en 1934 Kleene y Rosser publicaron una implementación de la paradoja de Richard. Desde ese punto, el cálculo lambda fue usado para estudiar la computabilidad, culminando en la respuesta negativa al problema de la parada. En 1940, Church introdujo el Cálculo lambda simplemente tipado que es computacionalmente menos poderoso, pero lógicamente consistente.

## Introducción informal
Considérese las siguientes dos funciones. Por un lado, la función identidad I(x) = x, que toma un único argumento, x, e inmediatamente devuelve x. Por otro lado, la función suma S(x,y) = x + y, que toma dos argumentos, x e y, y devuelve la suma de ambos: x + y. Usando estas dos funciones como ejemplo, es posible hacer algunas observaciones útiles acerca de varias ideas fundamentales del cálculo lambda.
La primera observación es que las funciones no necesitan ser explícitamente nombradas. Esto es, la función S(x,y) = x + y puede ser reescrita como una función anónima: x,y → x + y (que se lee: «el par de x e y se mapea a x + y»). Del mismo modo, I(x) = x puede ser reescrita de forma anónima como x → x, que se lee: «el argumento x se mapea a sí mismo».
La segunda observación es que el nombre que se asigne a los argumentos de la función es generalmente irrelevante. Esto es, x → x e y → y expresan la misma función: la función identidad. Del mismo modo, x,y → x + y y u,v → u + v expresan la misma función: la función suma.
Una tercera observación es que toda función que requiere dos argumentos, como por ejemplo la función suma, puede ser reescrita como una función que acepta un único argumento, pero que devuelve otra función, la cual a su vez acepta un único argumento. Por ejemplo, x,y → x + y puede ser reescrita como x → (y → x + y). Esta transformación se conoce como currificación, y puede generalizarse para funciones que aceptan cualquier número de argumentos. Esto puede parecer difícil de entender, pero se entiende mejor mediante un ejemplo. Considérese la función suma no currificada:
x,y → x + y
Al tomar a los números 2 y 3 como argumentos, se obtiene:
2 + 3
Lo cual es igual a 5. Considérese ahora la versión currificada de la función:
x → (y → x + y)
Si se toma al número 2 como argumento, se obtiene la función:
y → 2 + y
Y tomando luego al número 3 como argumento, se obtiene:
2 + 3
Lo cual es igual a 5. De modo que la versión currificada devuelve el mismo resultado que la versión no currificada. En el cálculo lambda, todas las expresiones representan funciones anónimas de un solo argumento.
Una cuarta observación es que una función puede aceptar como argumento a otra función, siempre y cuando esta otra función tenga ella misma un solo argumento. Por ejemplo, la función identidad puede aceptar como argumento a la función suma (currificada). Es decir, se toma a la función x → (y → x + y) y se la pone como argumento en z → z. El resultado será obviamente x → (z → x + z), (igual a la x → (y → x + y)) pues la función identidad siempre devuelve lo mismo que se le da.
En el cálculo lambda, las funciones están definidas por expresiones lambda, que dicen qué se hace con su argumento. Por ejemplo, la función "sumar 2",  f(x) = x + 2  se expresa en cálculo lambda así:  λ x. x + 2  (o, equivalentemente,  λ y. y + 2
ya que el nombre de su argumento no es importante). Y el número f(3) sería escrito como  (λ x. x + 2) 3. La aplicación de funciones es asociativa a izquierda:  f x y = (f x) y. 
Considerando la función que aplica una función al número 3: λ f. f 3. , podemos pasarle "sumar 2", quedando así:  (λ f. f 3) (λ x. x + 2). 
Las tres expresiones:
(λ f. f 3)(λ x. x + 2)   ,    (λ x. x + 2) 3    y    3 + 2   
son equivalentes.
No todas las expresiones lambda pueden ser reducidas a un "valor" definido. Considérese la siguiente:
(λ x. x x) (λ x. x x)
o
(λ x. x x x) (λ x. x x x)
tratar de reducir estas expresiones solo lleva a encontrarse con la misma expresión o algo más complejo.  (λ x. x x)  es conocido como ω combinador; ((λ x. x x) (λ x. x x)) 
se conoce como Ω,
 ((λ x. x x x) (λ x. x x x)) 
como Ω2, etc.

## Definición formal

### Sintaxis
En el cálculo lambda, una expresión o término se define recursivamente a través de las siguientes reglas de formación:
1. Toda variable es un término: x, y, z, u, v, w, x1, x2, x3,...
2. Si t es un término y x es una variable, entonces (λx.t) es un término (llamado una abstracción lambda).
3. Si t y s son términos, entonces (ts) es un término (llamado una aplicación lambda).
4. Nada más es un término.

Según estas reglas de formación, las siguientes cadenas de caracteres son términos:
x
(xy)
(((xz)y)x)
(λx.x)
((λx.x)y)
(λz.(λx.y))
((x(λz.z))z)
Por convención se suelen omitir los paréntesis externos, ya que no cumplen ninguna función de desambiguación. Por ejemplo se escribe (λz.z)z en vez de ((λz.z)z), y se escribe x(y(zx)) en vez de (x(y(zx))). Además se suele adoptar la convención de que la aplicación de funciones es asociativa hacia la izquierda. Esto quiere decir, por ejemplo, que xyzz debe entenderse como (((xy)z)z), y que (λz.z)yzx debe entenderse como ((((λz.z)y)z)x).
Las primeras dos reglas generan funciones, mientras que la última describe la aplicación de una función a un argumento. Una abstracción lambda λx.t representa una función anónima que toma un único argumento, y se dice que el signo λ liga la variable x en el término t. En cambio, una aplicación lambda ts representa la aplicación de un argumento s a una función t. Por ejemplo, λx.x representa la función identidad x → x, y (λx.x)y representa la función identidad aplicada a y. Luego, λx.y representa la función constante x → y, que develve y sin importar qué argumento se le dé.
Las expresiones lambda no son muy interesantes por sí mismas. Lo que las hace interesantes son las muchas nociones de equivalencia y reducción que pueden ser definidas sobre ellas.

### Variables libres y ligadas
Las apariciones (ocurrencias) de variables en una
expresión son de tres tipos:
1. Ocurrencias de ligadura (binders)
2. Ocurrencias ligadas (bound occurrences)
3. Ocurrencias libres (free occurrences)

Las variables de ligadura son aquellas que están entre el λ y el punto. Por ejemplo, siendo E una expresión lambda:
 (λ x y z. E)
Las ligaduras son x,y y z.
La ligadura de ocurrencias de una variable está definido recursivamente sobre la estructura de las expresiones lambda, de esta manera:
1. En expresiones de la forma  V,  donde V es una variable, V es una ocurrencia libre.
2. En expresiones de la forma  λ V. E,  las ocurrencias son libres en E salvo aquellas de V. En este caso las V en E se dicen ligadas por el λ antes V.
3. En expresiones de la forma  (E E′),  las ocurrencias libres son aquellas ocurrencias de E y E′.

Expresiones lambda tales como  λ x. (x y)  no definen funciones porque las ocurrencias de y están libres. Si la expresión no tiene variables libres, se dice que es cerrada.
Como se permite la repetición del identificador de variables, cada ligadura tiene una zona de alcance asociada. Un ejemplo típico es:  (λx.x(λx.x))x, donde el alcance de la ligadura más a la derecha afecta solo a la x que tiene ahí, la situación del otro binding es análoga, pero no incluye el scope de la primera. Por último la x más a la derecha está libre. Por lo tanto, esa expresión puede reexpresarse así  (λy.y(λz.z))x

### α-conversión
La regla de alfa-conversión fue pensada para expresar la idea siguiente: los nombres de las variables ligadas no son importantes. Por ejemplo  λx.x  y  λy.y  son la misma función. Sin embargo, esta regla no es tan simple como parece a primera vista. Hay algunas restricciones que hay que cumplir antes de cambiar el nombre de una variable por otra. Por ejemplo, si reemplazamos x por y en λx.λy.x, obtenemos λy.λy.y, que claramente, no es la misma función. Este fenómeno se conoce como captura de variables.
La regla de alfa-conversión establece que si V y W son variables, E es una expresión lambda, y
E[V:= W]
representa la expresión E con todas las ocurrencias libres de V en E reemplazadas con W, entonces
λ V. E  ==  λ W. E[V:= W]
si W no está libre en E y W no está ligada a un λ donde se haya reemplazado a V. Esta regla nos dice, por ejemplo, que  λ x. (λ x. x) x  es equivalente a  λ y. (λ x. x) y.
En un ejemplo de otro tipo, se ve que
for (int i = 0; i < max; i++){i=i; proc (i);}
es equivalente a
for (int j = 0; j < max; j++){i=j; proc (i);}

### β-reducción
La regla de beta reducción expresa la idea de la aplicación funcional. Enuncia que
((λ V. E) E′)  ==  E[V:= E′]
si todas las ocurrencias de E′ están libres en E[V:= E′].
Una expresión de la forma ((λ V. E) E′) es llamada un beta redex. Una lambda expresión que no admite ninguna beta reducción se dice que está en su forma normal. No toda expresión lambda tiene forma normal, pero si existe, es única. Más aún, existe un algoritmo para computar la forma normal: la reducción de orden normal. La ejecución de este algoritmo termina si y solo si la expresión lambda tiene forma normal. El teorema de Church-Rosser nos dice que dos expresiones reducen a una misma si y solo si son equivalentes (salvo por el nombre de sus variables ligadas)

### η-conversión
Es la tercera regla, esta conversión, que podría ser añadida a las dos anteriores para formar una nueva relación de equivalencia. La eta conversión expresa la idea de extensionalidad, que en este contexto implica que dos funciones son la misma si y solo si dan el mismo resultado para cualquier argumento. La eta conversión convierte entre  λ x. f x  y  f  siempre que x no aparezca sola en f. Esto puede ser entendido como equivalente a la extensionalidad así:
Si f y g son extensionalmente equivalentes, es decir, si  f a== g a  para cualquier expresión lambda a entonces, en particular tomando a como una variable x que no aparece sola en f ni en g, tenemos que  f x  == g x  y por tanto  λ x. f x ==  λ x. g x,  y así por eta conversión  f  == g.  Entonces, si aceptamos la eta conversión como válida, resulta que la extensionalidad es válida.
Inversamente, si aceptamos la extensionalidad como válida entonces, dado que por beta reducción de todo y tenemos que  (λ x. f x) y ==  f y,  resulta que  λ x. f x   ==  f;  es decir, descubrimos que la eta conversión es válida.

## Cálculos aritméticos con lambda
Hay varias formas posibles de definir los números naturales en el cálculo lambda, pero el más común son los números de Church, que pueden definirse como sigue:
0:= λ f x. x
1:= λ f x. f x
2:= λ f x. f (f x)
3:= λ f x. f (f (f x))
y así sucesivamente. Instintivamente el número n en el cálculo lambda es una función que toma a otra función f como argumento y devuelve la n-ésima composición de f. Así que, un número de Church es una función de alto nivel -- toma una única función f como parámetro y otra función de parámetro único.
(Véase que en el cálculo original lambda de Church era obligatorio que el parámetro formal de la expresión lambda apareciera al menos una vez en el cuerpo de la función, lo que hace imposible definir el 0.)
Dada esta definición de los números de Church, se puede establecer una función de sucesión que dado un número n devuelve n + 1:
SUCC:= λ n f x. f ((n f) x)
La suma se define así:
PLUS:= λ m n f x. n f (m f x)
PLUS puede entenderse como una función que toma dos números naturales como parámetros devolviendo otro; puede verificarse que
PLUS 2 3    and    5
son expresiones lambda equivalentes. La Multiplicación se expresa como
MULT:= λ m n. m (PLUS n) 0,
la idea es que multiplicar m y n es lo mismo que sumar m veces a n.
De otra manera:
MULT:= λ m n f. m (n f)
La función Predecesor  PRED n = n - 1  de un entero positivo n es más compleja:
PRED:= λ n f x. n (λ g h. h (g f)) (λ u. x) (λ u. u) 
o alternativamente
PRED:= λ n. n (λ g k. (g 1) (λ u. PLUS (g k) 1) k) (λ v. 0) 0 
Véase que el truco consiste en que (g 1) (λ u. PLUS (g k) 1) k que devuelve k si el valor de g(1) es cero o g(k) + 1 en cualquier otro caso.

## Lógica y predicados
Para poder llegar a una definición de booleanos en cálculo lambda, se comienza con su especificación: TRUE, FALSE y ifthenelse deben ser λ-expresiones en forma normal, tal que para todo par de λ-expresiones P y Q
(ifthenelse FALSE P Q) →β Q
(ifthenelse TRUE P Q) →β P
Cualquier par de expresiones que cumplan esto sirve.
La solución más simple resulta de fijar ifthenelse como λb.λx.λy. b x y, dejando que todo el trabajo de aplicar los booleanos recaiga sobre TRUE y FALSE, entonces:
(ifthenelse TRUE) →β (λx.λy.x)
(ifthenelse FALSE) →β (λx.λy.y)
Quedando:
TRUE:= λ x y. x
FALSE:= λ x y. y
Los booleanos (como era de esperarse) también son funciones. Es fácil ver que es posible cambiar la λ-expresión ifthenelse para que aplique los parámetros en orden inverso, cambiando la forma de TRUE y FALSE. Por eso, se adapta, por convención, de esta manera (conocida como booleanos de Church). Nótese que FALSE es equivalente al número de Church cero.
Luego, con estas dos definiciones podemos definir algunos operadores lógicos:
AND:= λ p q. p q FALSE
OR:= λ p q. p TRUE q
NOT:= λ p. p FALSE TRUE
IFTHENELSE:= λp.λa.λb.p a b , siendo "p" una condición booleana (true/false), "a" lo que se devuelve en caso de que se cumpla la condición, "b" lo que se devuelve en caso contrario.
XOR:= λx.λy.x y FALSE TRUE y
Ahora podemos reducir, por ejemplo:
AND TRUE FALSE
≡ (λ p q. p q FALSE) TRUE FALSE →β TRUE FALSE FALSE
≡ (λ x y. x) FALSE FALSE →β FALSE
y vemos que AND TRUE FALSE es equivalente a FALSE.
Un predicado es una función que devuelve un valor booleano. El predicado más simple es ISZERO el cual nos devuelve TRUE si el número de Church argumento es 0 o FALSE en otro caso.
ISZERO:= λ n. n (λ x. FALSE) TRUE
Por supuesto, esta definición nos sirve solo para los números naturales definidos previamente.

## Pares
Un par (2-tupla) puede ser definido en términos de TRUE y FALSE.
CONS:= λf.λs. λb. b f s
CAR:= λp. p TRUE
CDR:= λp. p FALSE
NIL:= λx.TRUE 
NULL:= λp. p (λx y.FALSE)
Una estructura de datos del tipo lista enlazada puede ser definida, tanto como NIL para la lista vacía, o como el CONS de un elemento y de la lista más pequeña en tal caso sea requerido.

## Recursión
Recursión es la definición de una función usando la función que se está definiendo. El cálculo lambda no permite esto. Sin embargo, esta noción es un poco confusa. Considere por ejemplo la definición de la función factorial f(n) definida recursivamente por:
f(n) = 1, if n = 0; and n·f(n-1), if n>0.
En el cálculo lambda, no es posible definir funciones que se incluyan a sí mismas. Para sortear esta dificultad, se comienza por definir una función, denominada aquí como g, que toma a una función f como argumento y devuelve otra función que toma n como argumento:
g:= λ f n. (1, if n = 0; and n·f(n-1), if n>0).
La función que devuelve g es o bien la constante 1, o n veces la aplicación de la función f a n-1. Usando el predicado ISZERO, y las definiciones booleanas y algebraicas anteriores, la función g puede ser definida en el cálculo lambda.
Sin embargo, g todavía no es recursiva en sí misma; para usar g para crear la función factorial recursiva, la función pasada a g como f debe tener unas propiedades específicas. A saber, la función pasada como f debe expandirse a la funcióng llamada con un argumento -- y que el argumento debe ser la función que ha sido pasado como f de nuevo.
En otras palabras, f debe expandir a g(f). Esta llamada a g expandirá a la siguiente a la función factorial y calculará otro nivel de recursión. En la expansión la función f aparecerá nuevamente, y nuevamente expandirá a g(f) y continuara la recursión. Este tipo de función, donde f = g(f), es llamada un fixed-point de g, y resulta que puede ser implementado en el cálculo lambda usando lo que es conocido como el paradoxical operator or fixed-point operator y es representado como Y -- el Y combinator:
Y = λ g. (λ x. g (x x)) (λ x. g (x x))
En el cálculo lambda, Y g es un punto fijo de g, debido a que expande a g (Y g). Ahora, para completar nuestra llamada recursiva a la función factorial, simplemente llamaría  g (Y g) n,  donde n es el número del cual queremos calcular el factorial.
Dado, por ejemplo n = 5, esta se expandirá como:
(λ n.(1, si n = 0; y n·((Y g)(n-1)), si n>0)) 5
1, si 5 = 0; y 5·(g(Y g)(5-1)), si 5>0
5·(g(Y g) 4)
5·(λ n. (1, si n = 0; y n·((Y g)(n-1)), si n>0) 4)
5·(1, si 4 = 0; y 4·(g(Y g)(4-1)), si 4>0)
5·(4·(g(Y g) 3))
5·(4·(λ n. (1, si n = 0; y n·((Y g)(n-1)), si n>0) 3))
5·(4·(1, if 3 = 0; y 3·(g(Y g)(3-1)), si 3>0))
5·(4·(3·(g(Y g) 2)))
...
Y así, se va evaluando la estructura del algoritmo de forma recursiva. Cada función recursiva definida puede ser vista como un punto fijo de otra función adecuada, y por lo tanto, utilizando Y, cada función recursiva definida puede expresarse como una expresión lambda. En particular, ahora podemos definir limpiamente la resta, la multiplicación y la comparación de predicado de los números naturales de forma recursiva.

## Funciones computables y el cálculo lambda
Una función F: N → N de números naturales es una función computable si y solo si existe una expresión lambda f tal que para todo par de x, y in N,  F(x) = y  si y solo si  f x == y,  donde x e y son numerales de Church correspondientes a x e y, respectivamente. Esta solo es una de tantas maneras de definir computabilidad; véase tesis de Church-Turing para una discusión, otras aproximaciones y sus equivalencias.

## Indecisión de equivalencia
No hay un algoritmo que tome dos expresiones lambda arbitrarias y produzca TRUE o FALSE dependiendo de si las dos expresiones son o no equivalentes. Este fue históricamente el primer problema para el cual la irresolubilidad pudo ser probada. Por supuesto, de manera previa para hacer esto, la noción de algoritmo tuvo que ser definida de forma clara; Church la definió usando funciones recursivas, la cual se sabe que es equivalente a todas las otras definiciones razonables de esta noción.
La primera prueba de Church reduce el problema de determinar si una expresión lambda dada tiene una forma normal. Una forma normal es una expresión equivalente irreductible. Entonces se asume que este predicado es computable y que puede ser expresado de aquí en adelante en notación de cálculo lambda. Basándose en un trabajo previo de Kleene y construyendo una numeración de Gödel para expresiones lambda, Church construyó una expresión lambda e que seguía la prueba del teorema de incompletitud de Gödel. Si e se aplica a su propio número Gödel, se produce una contradicción.

## Cálculo lambda y los lenguajes de programación
Como lo menciona Peter Landin en su libro clásico Correspondencia entre ALGOL 60 y el cálculo lambda de Church, la mayoría de los lenguajes de programación tienen sus raíces en el cálculo lambda, lo que provee los mecanismos básicos para las abstracciones de procedimiento y abstracciones de aplicaciones (subprogramas).
La implementación del cálculo lambda en una computadora involucra tratar a las "funciones" como objetos de primera clase, lo que aumenta la complejidad de su implementación. Un problema particularmente difícil es la implementación de funciones de orden superior, conocido como el problema de Funarg. 
Las contrapartes más prominentes del cálculo lambda en programación son los lenguajes de programación funcional, que esencialmente implementa el cálculo aumentado con algunas constantes y tipos de dato. 
Los lenguajes funcionales no son los únicos que soportan las funciones como objetos de primera clase. Muchos lenguajes de programación imperativa, como Pascal, hace tiempo que permiten pasar subprogramas como argumentos a otros subprogramas. En C y su derivado C++ el resultado equivalente se obtiene pasando punteros al código de las funciones (subprogramas). Estos mecanismos están limitados a subprogramas escritos explícitamente en el código, y no soportan directamente funciones de alto nivel. Algunos lenguajes imperativos orientados a objetos, tiene notaciones que representan funciones de cualquier orden; tales mecanismos están disponibles en C++, Smalltalk y más recientemente en ("agentes" de ) Eiffel y ("delegados" de) C#. Como ejemplo, la expresión de "agente en línea" de Eiffel
```
   
agent
 (x: REAL): REAL 
do Result
 := x * x 
end
```

denota un objeto correspondiente a la expresión lambda λ x. x*x (con llamada por valor). Puede ser tratada como cualquier otra expresión, por ejemplo, asignarla a una variable o pasada a una rutina. Si el valor de square es el de la expresión de agente anterior, entonces el resultado de aplicar square a un valor (una reducción β) es expresada como square.item ([a]), donde el argumento es pasado como una tupla.
Un ejemplo en Python usa la forma lambda de funciones:
```
func
 
=
 
lambda
 
x
:
 
x
 
*
 
x

```

Lo anterior crea una función anónima llamada func que puede ser pasada como parámetros a otras funciones, ser almacenada en variables, etc. Python también puede tratar cualquier otra función creada con la sentencia estándar def como un first-class object.
Lo mismo se aplica a la siguiente expresión en Smalltalk:
```
[ 
:
x
 
|
 
x
 
*
 
x
 ]

```

Este es un objeto de primera clase (clausura de bloque), que puede ser guardado en variables, pasado como argumento, etc.
Un ejemplo similar en C++ (usando la biblioteca Boost.Lambda):
```
for_each
(
v
.
begin
(),
 
v
.
end
(),
 
cout
 
<<
 
_1
 
*
 
_1
 
<<
 
endl
;);

```

Aquí, la función de librería estándar for_each itera sobre todos los miembros del vector (o lista) v, e imprime el cuadrado de cada elemento. La notación _1 es la convención Boost de Lambda para representar el elemento contenedor, representado como x en cualquier otro lado.
Un delegado simple de c# que toma una variable y retorna el cuadrado. Esta variable función puede ser pasada a otros métodos (o delegados de funciones)
```
// Declare a delegate signature

delegate
 
double
 
MathDelegate
 
(
double
 
i
);

// Create an delegate instance

MathDelegate
 
f
 
=
 
delegate
 
(
double
 
i
)
 
{
 
return
 
Math
.
Pow
 
(
i
,
 
2
);
 
};

// Passing 'f' function variable to another method, executing,

// and returning the result of the function

double
 
Execute
 
(
MathDelegate
 
func
)

{

	
return
 
func
(
100
);

}

```

## Estrategias de reducción
El que un término llegue a una forma normal o no, y cuanto trabajo debe realizarse para ello si se puede, depende sustancialmente de la estrategia de reducción utilizada. La distinción entre las estrategias de reducción está relacionada con la distinción en lenguajes de programación funcional entre evaluación estricta y evaluación perezosa.
Reducciones beta completasCualquier redex puede ser reducida en cualquier momento. Esto simboliza la falta de una estrategia particular.
Orden aplicativoPrimero se reducen las redexes más profundas y más situadas a la derecha. Intuitivamente, esto significa que los argumentos de una función son siempre reducidos antes que la propia función. El orden aplicativo intenta siempre aplicar funciones a formas normales, incluso cuando esto no es posible.
La mayoría de lenguajes de programación (incluyendo Lisp, ML y otros lenguajes imperativos como C y Java) se describen como "estrictos", lo que significa que la aplicación de funciones a términos no normalizables es no normalizable. Esto se logra utilizando una reducción por orden aplicativo (call by value, o llamada por valor, aunque usualmente llamada evaluación estricta).
Orden normalLa redex más superficial y más a la izquierda se evalúa primero. Por tanto, siempre que sea posible, los argumentos de una abstracción son sustituidos en su cuerpo antes de que los argumentos sean reducidos.
Llamada por nombreComo el orden normal, pero no se realizan reducciones dentro de las abstracciones. Por ejemplo: λx.(λx.x)x estaría en forma normal bajo esta estrategia, aunque contiene la redex (λx.x)x.
Llamada por valorSolo las redexes más superficiales son reducidas: una redex solo se reduce cuando su expresión derecha ha sido reducida a un valor (una variable o una abstracción lambda).
Llamada por necesidadComo el orden normal, pero las aplicaciones de funciones que duplicarían argumentos nombran el argumento en su lugar, que es entonces reducido solo "cuando se le necesita". A menudo llamado evaluación perezosa, su implementación de "nombre" suele lograrse con un puntero, con la redex representada como un thunk.
El orden aplicativo no es una estrategia de normalización. El ejemplo más típico es el siguiente: se define Q = ωω donde ω = λx.xx. Esta expresión solo contiene una redex (la expresión completa), la cual resulta al ser reducida otra vez en Q. Como es la única reducción posible, Q no tiene forma normal bajo ninguna estrategia de reducción. Utilizando orden aplicativo, la expresión KIΩ = (λx.λy.x) (λx.x)Ω es reducida reduciendo primero Q, pero como no tiene forma normal, esta estrategia fracasa a la hora de encontrar una forma normal para KIQ.
En contraposición, el orden normal siempre encuentra la forma normal si esta existe. En el ejemplo anterior, KIQ es reducido bajo orden normal a I, una forma normal. Uno de los inconvenientes es que las redexes en los argumentos pueden ser copiadas, resultando en trabajo duplicado. En ese caso, el orden aplicativo se encuentra en ventaja, porque nunca sustituye argumentos que contengan redexes, y el trabajo es realizado una única vez.
La mayoría de lenguajes de programación funcionales puros (sobre todo Miranda y sus descendientes, incluyendo Haskell) utilizan evaluación perezosa, que es esencialmente idéntica a la llamada por necesidad. Esta es similar a la reducción por orden normal, pero evita la duplicación de trabajo mediante la representación indirecta de los términos repetidos, abstraída de su posición real y accedida de forma indirecta (y por tanto, varias posiciones pueden compartir el mismo término).

## Concurrencia y paralelismo
La propiedad Church-Rosser del cálculo lambda significa que la evaluación (reducción-β) puede ser llevada a cabo en "cualquier orden", incluso al mismo tiempo (de hecho, el cálculo lambda es de transparencia referencial). Aunque esto significa que el cálculo lambda puede crear un modelo de diversas estrategias de evaluación no deterministas, no ofrece ninguna noción acerca de la computación paralela, ni expresa ningún lenguaje de programación simultáneo (o concurrente). Procesadores de cálculo tales como el CSP, CSS, el Cálculo-π y el Cálculo ambiente han sido diseñados para tales propósitos.
A pesar de que el cálculo lambda no determinista es capaz de expresar cualquier "función" parcial recursiva, no es capaz de expresar cualquier "computación". Por ejemplo, no es capaz de expresar no-determinismos infinitos (como cualquier expresión lamba no determinista que termine; terminará en un número finito de expresiones). Sin embargo, hay programas concurrentes que garantizan la interrupción de ese término en un número infinito de estados [Clinger 1981, Hewitt 2006].

## Reducción óptima
Lévy define en su publicación de 1988 "Sharing in the Evaluation of lambda Expressions" la noción de compartir óptimamente, de forma que no se duplique el trabajo. Por ejemplo, realizar una reducción beta en orden normal sobre (λx.xx) (II) la reduce a II (II). El argumento II es duplicado por la aplicación al primer término lambda. Si la reducción se realizó en orden aplicativo primero, se ahorra trabajo porque no se duplican esfuerzos: (λx.xx) (II) se reduce a (λx.xx) I. Por otra parte, emplear orden aplicativo puede resultar en reducciones redundantes o incluso nunca reducirse a una forma normal. Por ejemplo, realizar una reducción beta en orden normal en (λf.f I) (λy.(λx.xx) (y I)) resulta en (λy.(λx.xx) (y I)) I, (λx.xx) (II), que puede ser realizado sin duplicar esfuerzos. Hacer lo mismo pero en orden aplicativo resulta en (λf.f I) (λy.y I (y I)), (λy.y I (y I)) I, I I (I I), por lo que ahora el trabajo se duplica.
Lévy muestra la existencia de términos lambda donde no existe una secuencia de reducciones que las reduzca sin duplicar el trabajo a realizar. El siguiente término lambda es un ejemplo de estos términos:
((λg.(g(g(λx.x)))) (λh.((λf.(f(f(λz.z)))) (λw.(h(w(λy.y)))))))
Está compuesto de tres términos similares, x=((λg. ... ) (λh.y)), y=((λf. ...) (λw.z) ) y z=λw.(h(w(λy.y))). Solo hay dos reducciones beta posibles, sobre x y sobre y. Reducir el término x externo primero resulta en términos duplicados (el término interno y el término y), y cada copia debe ser reducida; pero reducir el término y primero duplica su argumento z, que causará que se duplique el trabajo cuando se conozcan los valores de h y w. Curiosamente, dicho término se reduce a la función identidad (λy.y), y se construye realizando encapsulaciones sucesivas.
La noción precisa de trabajo duplicado se basa en darse cuenta de que tras hacerse la primera reducción a I I, el valor de otro I I puede determinarse, porque tienen la misma estructura (y tienen de hecho el mismo valor), y resultan de un ancestro común. A dichas estructuras similares se les puede asignar una etiqueta que puede ser rastreada durante las reducciones. Si un nombre es asignado a la redex que produce todos los términos II resultantes, después todas las ocurrencias duplicadas de II pueden ser localizadas y reducidas de una vez. Sin embargo, no es obvio si una redex producirá el término II. Identificar las estructuras que son similares en partes diferentes de un término lambda puede requerir de algoritmos complejos y puede conllevar incluso una complejidad igual al historial de la reducción misma.
Mientras Lévy define la noción de compartir óptimamente, no proporciona un algoritmo para hacerlo. En la publicación de Vincent van Oostrom, Kees-Jan van de Looij y Marijn Zwitserlood Lambdascope: Another optimal implementation of the lambda-calculus, se proporciona tal algoritmo transformando términos lambda en redes de interacción, que después son reducidas. En términos generales, la reducción resultante es óptima porque cada término que tuviese la misma etiqueta según el trabajo de Lévy serían el mismo grafo en la red de interacción. En la publicación, mencionan que su prototipo de Lambdascope rinde de forma similar a la versión optimizada de la implementación de referencia de la BOHM.

## Semántica
El hecho de que los términos del cálculo lambda puedan actuar como funciones sobre otros términos, o incluso sobre sí mismos, llevó a cuestionarse la semántica del cálculo lambda. ¿Se le puede asignar un significado a los términos del cálculo lambda? La semántica natural era encontrar un conjunto D isomórfico al espacio de funciones D → D, de funciones de sí mismo. Sin embargo, no puede existir tal D que no sea trivial, por restricciones de cardinalidad, porque el conjunto de todas las funciones de D a D tiene mayor cardinalidad que D a menos que sea un conjunto unitario
En 1970, Dana Scott mostró que, si solo se consideran funciones continuas, un conjunto o dominio D con las propiedades necesarias se puede encontrar, proporcionando por tanto un modelo para el cálculo lambda.
Este trabajo también sentó las bases para la semántica denotacional de los lenguajes de programación